# Campeonato Asiático de Taekwondo de 2000
El XIV Campeonato Asiático de Taekwondo se celebró en Hong Kong (China) en 2000 bajo la organización de la Unión Asiática de Taekwondo.
En total se disputaron en este deporte dieciséis pruebas diferentes, ocho masculinas y ocho femeninas.

## Resultados

### Masculino
| Evento | Oro                           | Plata                         | Bronce                                                      |
| ------ | ----------------------------- | ----------------------------- | ----------------------------------------------------------- |
| –54 kg | Min Byeong-Seok Corea del Sur | Tshomlee Go Filipinas         | Ali Rameshgar Irán Takeshi Sannomiya Japón                  |
| –58 kg | Kim Dae-Ryoung Corea del Sur  | Huang Ching-Feng China Taipéi | Satriyo Rahadhani Indonesia Kiyoteru Higuchi Japón          |
| –62 kg | Kang Nam-Won Corea del Sur    | Yoshimasa Aihara Japón        | Zamer Al-Mershad Kuwait Rodolfo Abratique Filipinas         |
| –67 kg | Lee Won-Jae Corea del Sur     | Vahid Abdolahi Irán           | Jefferthom Go Filipinas Abdulmanam Al-Jawahr Arabia Saudita |
| –72 kg | Yoo Yong-Jin Corea del Sur    | Hsu Feng-Chih China Taipéi    | Alvin Taraya Filipinas Fariborz Asjari Irán                 |
| –78 kg | Oh Seon-Taek Corea del Sur    | Donald Geisler Filipinas      | Kao Ming-Chien China Taipéi Leung Chun Lun Hong Kong        |
| –84 kg | Park Cheon-Deok Corea del Sur | Alessandro Lubiano Filipinas  | Zhu Feng · China · Adikizhan Saeindykov · Kazajistán        |
| +84 kg | Moon Dae-Sung Corea del Sur   | Nguyễn Văn Hùng Vietnam       | Kwa Boon Aik Brunéi Abdulkader Al-Adhami Catar              |

### Femenino
| Evento | Oro                          | Plata                        | Bronce                                                 |
| ------ | ---------------------------- | ---------------------------- | ------------------------------------------------------ |
| –47 kg | Joo Hye-Won Corea del Sur    | Yeh Chiao-Ling China Taipéi  | Nguyễn Thị Huyền Diệu Vietnam Rahadewineta Indonesia   |
| –51 kg | Wu Yen-Ni China Taipéi       | Shim Hye-Young Corea del Sur | Sangina Baidya Nepal Teo Elaine Shueh Fhern Malasia    |
| –55 kg | Jung Mi-Na Corea del Sur     | Kalindi Tamayo Filipinas     | Minako Hatakeyama Japón Renuka Magar Nepal             |
| –59 kg | Jang Ji-Won Corea del Sur    | Wang Su China                | Jasmin Strachan Filipinas Yin Soo Lai Malasia          |
| –63 kg | Cho Hyang-Mi Corea del Sur   | Zhang Huijing China          | Rosslyn Faulkner Australia Chang Shu-Yuan China Taipéi |
| –67 kg | He Luming China              | Camela Albino Filipinas      | Chang Yi-Tzu China Taipéi Jung Jin-Young Corea del Sur |
| –72 kg | Kim Yoon-Kyung Corea del Sur | Tsai Pei-Shan China Taipéi   | Margarita Bonifacio Filipinas Kukut Yousef Jordania    |
| +72 kg | Chen Zhong China             | Sin Kyung-Hyen Corea del Sur | Yee Min Fong Singapur Sally Solis Filipinas            |

## Medallero
| Núm. | País           | Oro | Plata | Bronce | Total |
| ---- | -------------- | --- | ----- | ------ | ----- |
| 1    | Corea del Sur  | 13  | 2     | 1      | 16    |
| 2    | China          | 2   | 2     | 1      | 5     |
| 3    | China Taipéi   | 1   | 4     | 3      | 8     |
| 4    | Filipinas      | 0   | 5     | 6      | 11    |
| 5    | Japón          | 0   | 1     | 3      | 4     |
| 6    | Irán           | 0   | 1     | 2      | 3     |
| 7    | Vietnam        | 0   | 1     | 1      | 2     |
| 8    | Indonesia      | 0   | 0     | 2      | 2     |
| 8    | Malasia        | 0   | 0     | 2      | 2     |
| 8    | Nepal          | 0   | 0     | 2      | 2     |
| 11   | Arabia Saudita | 0   | 0     | 1      | 1     |
| 11   | Australia      | 0   | 0     | 1      | 1     |
| 11   | Brunéi         | 0   | 0     | 1      | 1     |
| 11   | Catar          | 0   | 0     | 1      | 1     |
| 11   | Hong Kong      | 0   | 0     | 1      | 1     |
| 11   | Jordania       | 0   | 0     | 1      | 1     |
| 11   | Kazajistán     | 0   | 0     | 1      | 1     |
| 11   | Kuwait         | 0   | 0     | 1      | 1     |
| 11   | Singapur       | 0   | 0     | 1      | 1     |
|      | TOTAL          | 16  | 16    | 32     | 64    |